# Los hombres que asesinaron a Mahoma
Los hombres que asesinaron a Mahoma es un relato corto de ciencia ficción del escritor estadounidense Alfred Bester. Fue publicado originalmente en octubre de 1958 con el título «The Men Who Murdered Mohammed» en  The Magazine of Fantasy & Science Fiction. Fue nominado al Premio Hugo al mejor relato corto de 1959.

## Trama
El profesor Henry Hassel, de la llamada Universidad Desconocida, descubre a su hermosa esposa Greta en los brazos de otro hombre. Furioso, decide vengarse haciendo desaparecer a su esposa de la superficie de la Tierra; para ello, construye una máquina del tiempo y viaja a 1902 para matar al abuelo paterno de su esposa. Volviendo a su tiempo original, encuentra nuevamente a Greta con el desconocido. Henry insiste, retrocede en el tiempo una vez más y asesina a la abuela materna de Greta. Una vez más, nada ha cambiado.
Henry, entonces, se comunica con el Laboratorio de Malas Prácticas, donde obtiene información acerca de como alterar de manera significativa la línea del tiempo. En sucesivos viajes al pasado, asesina a diversos personajes históricos, incluido Mahoma pero, cada vez que regresa a su presente, su esposa lo está engañando. En nuevos intentos, comprende que es incapaz de alterar el pasado y termina encontrándose consigo mismo, en un intento anterior de asesinar a Washington. Finalmente, descubre que el amante de su esposa es su colega Wiley Murphy, pero no le importa y comienza a debatir con él la cuestión del viaje temporal. Así descubre la existencia de Israel Lennox, otro científico y también viajero temporal, quien había descubierto que matar a alguien en el pasado no alteraba la historia. Ambos comparan su historial de asesinatos, entre ellos Mahoma, y comprueban que si bien se puede viajar en el tiempo, este es subjetivo y sus acciones no lo alteran.
Lennox, finalmente, le revela la verdadera naturaleza del continuo espacio tiempo y los motivos de sus repetidos fracasos: "cuando un hombre cambia el pasado, solo afecta su propio pasado". Por lo tanto,  los repetidos viajes en el tiempo de Henry Hassel han alterado solamente su propio pasado temporal, pero no el de las demás personas, ya sean las figuras históricas o Murphy. De hecho, Henry se ha convertido en un fantasma que puede visitar todas las eras de la historia, sin poder intervenir en ellas.

## Temas
Esta historia, escrita en estilo de sátira, retoma algunos temas de la ciencia ficción y de la novela de anticipación, para reinterpretarlos en clave de parodia. El viaje en el tiempo, el científico loco y la paradoja del abuelo, recurrentes en el género, son ridiculizados por Bester al considerarlos imposibles lógicamente . Otros temas, comunes a otros géneros literarios, como el solipsismo, el idealismo y el sentido de la Historia, aparecen también en el relato, desde una perspectiva a la vez humanista y escéptica.